# Axel Aabrink
Axel Conrad Petersen Aabrink (17 tháng 4 năm 1887 - 2 tháng 2 năm 1965) là một họa sĩ người Đan Mạch. Cha mẹ của ông là Jens Christian Aabrink và Anna Jensen.

## Tiểu sử
Aabrink được học tại trường kỹ thuật và trường Kristian Zahrtmann. Ông là học trò riêng của H. Gronvold. Aabrink là bạn thân của nghệ sĩ Olaf Rude và bị ảnh hưởng bởi các tác phẩm của Albert Gottschalk trong suốt sự nghiệp của ông.
Tại Kalundborg vào ngày 10 tháng 9 năm 1925, Aabrink kết hôn với Emilie Louise Petersen, con gái nuôi của Martin Pedersen và Anna Dorthea Nielsen. Pedersen là quản gia ở một ngôi nhà cho người thu nhập thấp. Biệt danh của nó là 'Mille'.
Axel Aabrink làm học việc của một thợ làm đồ nội thất để kiếm tiền học nghề họa sĩ. Ông trở thành một người hành trình dưới trướng Georg Moller ở Copenhagen. Ông đến trường nghệ thuật vào ban đêm. Ông là bạn với Olaf Rude, nhưng bị ảnh hưởng sâu sắc bởi nghệ thuật của Albert Gottschalk. Từ đầu những năm 1920, ông sống ở Jylland quanh Hobro, nơi ông sống trong khung cảnh yên bình.
Aabrink là người nhút nhát và ẩn dật, dành phần lớn cuộc đời mình để vẽ phong cảnh và cảnh rừng xung quanh các khu vực ông sống. Ngoài vẽ tranh, Aabrink còn là một thợ mộc thành công và đã đóng nhiều đồ nội thất cho Nord Company.
Aabrink đã có một cuộc triển lãm tác phẩm của mình vào năm 1919.